# Angélo Tulik
Angélo Tulik (Moulins, 2 dicembre 1990) è un ex ciclista su strada e pistard francese. Professionista dal 2012 al 2019, nel 2014 ha vinto la Roue Tourangelle e ottenuto un podio di tappa al Giro d'Italia.

## Palmarès

### Strada
- 2009 (Vendée U, una vittoria)

Boucles de la Loire
- 2010 (Vendée U, due vittorie)

Nantes Segré
3ª tappa Loire-Atlantique Espoirs
- 2011 (Vendée U, otto vittorie)

7ª tappa, 2ª semitappa Vuelta a Chile
Circuit de la Vallée de la Loire
Tour de Rhuys
4ª tappa Circuit des plages vendéennes
3ª tappa Essor breton
5ª tappa Essor breton
Classifica generale Essor breton
1ª tappa 2 jours de Machecoul
- 2012 (Team Europcar, una vittoria)

4ª tappa Rhône-Alpes Isère Tour
- 2013 (Team Europcar, una vittoria)

4ª tappa Tour des Fjords
- 2014 (Team Europcar, una vittoria)

La Roue Tourangelle

### Pista
- 2009

Campionati francesi, Inseguimento a squadre (con Damien Gaudin, Jérôme Cousin e Bryan Nauleau)

## Piazzamenti

### Grandi Giri
- Giro d'Italia

2014: 123º
- Tour de France

2015: 91º
2016: ritirato (12ª tappa)
2017: 89º

### Classiche monumento
- Giro delle Fiandre

2015: 114º
- Liegi-Bastogne-Liegi

2015: ritirato
2016: ritirato
2019: ritirato

### Competizioni mondiali
- Campionati del mondo

Copenaghen 2011 - In linea Under-23: 66º
Limburgo 2012 - In linea Under-23: 101º

### Competizioni europee
- Campionati europei

Glasgow 2018 - In linea Elite: ritirato